# Mario Luigi Ciappi
Mario Luigi Ciappi (Firenze, 6 ottobre 1909 – Roma, 22 aprile 1996) è stato un cardinale italiano.

## Biografia
Nacque a Firenze il 6 ottobre 1909 da Luigi Ciappi e Teresa Anichini. Trascorse la sua giovinezza a Borgo San Lorenzo. Studiò presso il Seminario di Lucca e il 4 ottobre 1925 entrò a far parte dell'Ordine dei frati predicatori. Dopo aver studiato presso il convento di San Domenico a Pistoia, frequentò la Pontificia Università San Tommaso d'Aquino a Roma, dove nel 1933 conseguì il dottorato in teologia.
Ricevette l'ordinazione sacerdotale il 26 marzo 1932 dal cardinale Francesco Marchetti Selvaggiani. Il 5 maggio 1955 diventò maestro del Sacro Palazzo, titolo cambiato in teologo della Casa Pontificia il 28 marzo 1968.
Fu eletto vescovo titolare di Miseno il 10 giugno 1977 e consacrato dal cardinale Dino Staffa il 18 giugno 1977.
Papa Paolo VI lo elevò al rango di cardinale nel concistoro del 27 giugno 1977 con il titolo di Nostra Signora del Sacro Cuore. Partecipò al conclave dell'agosto 1978 che elesse Giovanni Paolo I e al conclave dell'ottobre 1978 che elesse Giovanni Paolo II. Dal 1977 al 1989 continuò a svolgere il suo lavoro di teologo della Casa Pontificia con il titolo di pro-teologo della Casa Pontificia. Il 22 giugno 1987 divenne cardinale presbitero con il titolo del Sacro Cuore di Gesù agonizzante a Vitinia.
Morì a Roma il 22 aprile 1996 all'età di 86 anni. Il funerale fu celebrato il 25 aprile da Giovanni Paolo II nella basilica di San Pietro. Fu sepolto nel sacello dei domenicani del cimitero del Verano a Roma.

## Genealogia episcopale
La genealogia episcopale è:
- Cardinale Scipione Rebiba
- Cardinale Giulio Antonio Santori
- Cardinale Girolamo Bernerio, O.P.
- Arcivescovo Galeazzo Sanvitale
- Cardinale Ludovico Ludovisi
- Cardinale Luigi Caetani
- Cardinale Ulderico Carpegna
- Cardinale Paluzzo Paluzzi Altieri degli Albertoni
- Papa Benedetto XIII
- Papa Benedetto XIV
- Papa Clemente XIII
- Cardinale Bernardino Giraud
- Cardinale Alessandro Mattei
- Cardinale Pietro Francesco Galleffi
- Cardinale Filippo De Angelis
- Cardinale Amilcare Malagola
- Cardinale Giovanni Tacci Porcelli
- Papa Giovanni XXIII
- Cardinale Dino Staffa
- Cardinale Mario Luigi Ciappi, O.P.